# Иванов, Иван Павлович (государственный деятель)
Иван Па́влович Ивано́в (26 сентября [8 октября] 1825, Вологодская губерния — 14 [27] декабря 1905, Екатеринбург, Пермская губерния) — российский горный инженер, металлург, горный начальник Златоустовских заводов в 1864—1871 годах, главный начальник горных заводов хребта Уральского в 1871—1896 годах. Тайный советник с 1885 года. Один из крупных деятелей горнозаводской промышленности на Урале.

## Биография
Родился в семье управителя Онежским соляным правлением Павла Михайловича Иванова, который начинал свою карьеру на Урале. Проработав полтора десятка лет в Вологодской губернии, в 1826 году был назначен горным начальником Гороблагодатских заводов и вернулся на Урал. В семье еще были шестеро сыновей и четыре дочери. Все сыновья пошли по стопам отца и нашли себя на горной службе. Старшие — Михаил, Иван, Николай, Фёдор и Андрей — служили на Урале, а младший Павел — на Алтае. 
В 1847 году окончил Санкт-Петербургский институт корпуса горных инженеров со вторым результатом в выпуске, горный инженер.
После окончания института начал работать на Златоустовском заводе рядовым инженером-практикантом. В 1848 году служил смотрителем Берёзовских золотых промыслов, в 1852 году — смотрителем Златоустовского завода. В 1858 году служил управляющим Кусинского завода. В январе 1864 года был назначен начальником Златоустовского горного округа и директором Златоустовской оружейной фабрики.
14 (26) мая 1871 года высочайшим указом был назначен начальником горных заводов хребта Уральского, сменив А. А. Иоссу. Занимал эту должность до выхода в отставку в 1896 году.
В 1870 году Иван Павлович получил чин действительного статского советника, в 1885 году — тайного советника. С 1871 по 1896 год был президентом УОЛЕ, с 1891 года — почётный член, с 1896 года — пожизненный почётный президент общества.
14 (26) октября 1896 года вышел в отставку по состоянию здоровья, пробыв в должности более 25 лет.
Скончался в Екатеринбурге в 1905 году. Похоронен в Новодевичьем монастыре в Москве.
Семья
Иван Павлович был женат на Прасковье Евгеньевне Чебаевской, дочери Е. Г. Чебаевского.

## Награды
За свои достижения был награждён:
- 1860 — орден Святого Станислава III степени;
- 1863 — орден Святой Анны III степени;
- 1865 — орден Святого Станислава II степени;
- 1868 — орден Святой Анны II степени;
- 1872 — орден Святого Владимира III степени;
- 1885 — тайный советник;
- 1895 — орден Святого Станислава I степени;
- 1882 — орден Святой Анны I степени;
- 1895 — орден Белого Орла.